# Zbrašín
Zbrašín település Csehországban, Lounyi járásban. Zbrašín Ročov, Jimlín, Domoušice, Hřivice, Brodec és Líšťany településekkel határos. Lakosainak száma 413 fő (2024. január 1.).

## Népesség
A település lakosságának változását az alábbi diagram mutatja:
| Lakosok száma | 715  | 874  | 902  | 514  | 350  | 309  | 337  | 380  | 395  | 413  |
|               | 1869 | 1900 | 1921 | 1961 | 1980 | 2011 | 2016 | 2019 | 2021 | 2024 |